# Забродина, Татьяна Васильевна
Татья́на Васи́льевна Забро́дина (1903г. деревня Грайвороново Нагатинская волость Московский уезд Московская губерния - 1982г. Москва ) — звеньевая колхоза имени Ворошилова Ухтомского района Московской области. Герой Социалистического Труда (1950).

## Биография
Татьяна Васильевна Забродина (Рябина) родилась 28 декабря 1903 года в деревне  Грайвороново Нагатинской волости Московского уезда  Московской губернии (ныне в составе района Текстильщики Восточного административного округа города Москвы). По национальности русская. Отец - Рябин Василий Ильич (1876-1942); мать - Рябина (Бычкова) Параскева Ивановна (1876-1908) урожденная села Карачарово.
В 1922 году 5 сентября вышла замуж за Забродина Николая Дмитриевича (1891-1962) и переехала в деревню Вязовка Ухтомского района Московской области. С 1933 по 1936 год работала контролёром на фитинговом заводе. С 1936 года работала в колхозе имени Ворошилова в деревне Вязовка. На протяжении многих лет была звеньевой колхоза.
По итогам 1947 года за высокие трудовые достижения награждена орденом Трудового Красного Знамени. В 1949 году руководимое ею звено получило урожай картофеля 509,6 центнеров с гектара на площади 3 гектара.
Указом Президиума Верховного Совета СССР от 9 июня 1950 года звеньевой Татьяне Васильевне Забродиной было присвоено звание Героя Социалистического Труда с вручением ордена Ленина и золотой медали «Серп и Молот» за получение высокого урожая картофеля при выполнении колхозом обязательных поставок и контрактации по всем видам сельскохозяйственной продукции, натуроплаты за работу МТС в 1949 году и обеспечение семенами всех культур в размере полной потребности для весеннего сева 1950 года. Таких же высоких наград этим указом были удостоены бригадир Василий Михайлович Макаров и звеньевая бригады Александра Григорьевна Макарова.
Продолжала трудиться в колхозе. Родила и воспитала пятерых детей: Анна (1925-2003), Клавдия (1927-1992), Антонина (1929-2010), Виктор (1931-1990), Лев (1937-2000), есть внуки и правнуки.
Проживала в Москве, после того как деревня Вязовка  в 1967 году  вошла в состав города Москвы, Рязанский район, бывший Волгоградский район, улица Зеленодольская 18 к2 , станция метро Рязанский проспект. 
Умерла 12 октября 1982 года, похоронена в Москве на Кузьминском кладбище.

## Награды
- Орден Трудового Красного Знамени (19 февраля 1948);
- Медаль «За трудовую доблесть» — дважды (9 апреля 1949, 4 июля 1954);
- Герой Социалистического Труда — указом Президиума Верховного Совета СССР от 9 июня 1950 года;
- Орден Ленина, медаль «Серп и Молот» (9 июня 1950).